# Pseudohydromys carlae
Pseudohydromys carlae és una espècie de mamífer rosegador de la família dels múrids. És endèmic de Nova Guinea.

## Descripció
És un rosegador de petites dimensions, amb una llargada de cap i cos de 89-103 mm, una llargada de la cua de 84-92 mm, una llargada del peu de 21-22 mm, una llargada de les orelles de 9-12 mm i un pes de fins a 15 g.
El pelatge és suau i curt. El color general del cos és gris fum. Les orelles i el revers de les potes són més clars. La cua és més curta que el cap i el cos, uniformement clara, coberta amb una capa fina de pèls petits i revestida de 15-17 anells d'escates per centímetre.

## Biologia

### Comportament
És una espècie terrestre.

## Distribució i hàbitat
Aquesta espècie és difosa a la península de Huon, al nord-est de Papua Nova Guinea.
Viu als boscos molsosos de montà entre 2.560 i 3.000 metres d'altitud.

## Estat de conservació
Com que fou descoberta fa poc, l'estat de conservació d'aquesta espècie encara no ha estat avaluat formalment.